# Torta mimosa
La torta mimosa è un dolce creato a Rieti negli anni Cinquanta del Novecento. Il nome è dovuto ai pezzetti di pan di Spagna sparsi in superficie, che ricordano nella forma i fiori della mimosa. Grazie al collegamento del fiore con la Giornata internazionale della donna, anche la torta viene spesso utilizzata per festeggiare la ricorrenza.

## Le origini del dolce
La ricetta è stata ideata da Adelmo Renzi, cuoco originario di San Filippo di Contigliano, titolare di un ristorante nel centro della città laziale di Rieti. Il dolce giunse alla notorietà nel maggio del 1962, quando il cuoco partecipò a Sanremo ad un concorso di pasticceria, specialità torte, durante il quale presentò la mimosa con l'intento di omaggiare la "città dei fiori" e risultandone vincitore. La ricetta originale utilizzata da Renzi, tuttavia, non è mai stata rivelata.

## Composizione e preparazione
L'accostamento del dolce alla mimosa è legato al suo aspetto, formato da pezzetti di pan di Spagna disposti sulla torta per ricordare appunto la forma del fiore della mimosa. La preparazione richiede di tagliare una fetta orizzontale di pan di Spagna e di togliere la parte interna che, opportunamente sbriciolata, servirà a creare “l'effetto mimosa”. Il pan di Spagna può essere bagnato con un liquore dolce, come il Marsala, o il maraschino, ma anche con succo di ananas. La farcitura è composta da crema pasticcera, con l'eventuale aggiunta di panna montata oppure confettura. Viene impiegata anche frutta fresca o sciroppata.
Eventualmente si può utilizzare un po' di curcuma per intensificare il colore delle briciole di pan di Spagna distribuite uniformemente in superficie, ma non è un'operazione strettamente necessaria.